# Night of the Demons (film, 2009)
Pour plus de détails, voir Fiche technique et Distribution.
Night of the Demons  ou La Nuit des Démons au Québec est un film d'horreur américain de Adam Gierasch, sorti en 2009. C'est le remake d'un film de 1988, La Nuit des Démons de  Kevin Tenney.

## Synopsis
Un groupe d'adolescents organise une fête dans une infâme maison désaffectée. Ils succombent à la possession d'un esprit maléfique...

## Fiche technique
- Titre original et français : Night of the Demons
- Titre québécois : La Nuit des Démons
- Réalisation : Adam Gierasch
- Scénario : Jace Anderson, Adam Gierasch d'après le scénario original de Joe Augustyn
- Musique : Joseph Bishara
- Producteurs : Greg McKay, Kevin Tenney, Michael Arata
- Distribution : Seven Arts International
- Pays d'origine : États-Unis
- Durée : 93 minutes
- Date de sortie :
  -  Royaume-Uni : 30 août 2009 (Festival FrightFest)
  -  États-Unis : 17 septembre 2010 (Sortie limitée) ; 19 octobre 2010 (en DVD)
  -  France : 23 novembre 2010 (en DVD)
- Genre : horreur
- interdit aux moins de 12 ans

## Distribution
- Shannon Elizabeth : Angela Feld
- Monica Keena : Maddie Curtis
- Diora Baird : Lily Thompson
- Bobbi Sue Luther : Suzanne Reed
- John F. Beach : Jason Rogers
- Michael Copon : Dex Thrilby
- Edward Furlong : Colin Levy
- Tiffany Shepis : Diana
- Jamie Harris : Nigel
- Linnea Quigley : Ballerina Lady (Cameo)

## Autour du film
- Linnea Quigley, qui interprétait le rôle de Suzanne dans le film original de 1988 apparaît ici le temps d'un caméo.